# Pseudonepanthia reinga
Pseudonepanthia reinga är en sjöstjärneart som först beskrevs av McKnight 200.  Pseudonepanthia reinga ingår i släktet Pseudonepanthia och familjen Asterinidae. Inga underarter finns listade i Catalogue of Life.